# Franz Altmann (Politiker)
 Franz Altmann  (* 25. März 1885 in Altschwendt, Oberösterreich; † 29. Dezember 1947 ebenda) war Bauer und Politiker.
Nach dem Besuch einer einklassigen Schule und der Ableistung seines Militärdienstes zwischen 1906 und 1909 in Bregen und Linz heiratete der Bauernsohn Franz Altmann 1911 in ein Bauernhaus in Rödham ein und bekam insgesamt zwölf Kinder. Er nahm als Feldwebel am Ersten Weltkrieg in Russland, Südtirol und Kärnten teil und wurde für seine Tapferkeit dreimal ausgezeichnet. Ab 1930 und nach 1945 war er Bürgermeister von Altschwendt. Außerdem war er von 1945 bis zu seinem Tode Bezirksobmann der ÖVP-Schärding und zwischen 1931 und 1934 für die Christlichsoziale Partei Mitglied des Landtages. Altmann blieb im Landtag im Hintergrund und wurde als liebenswürdiger, idealistischer Mensch bezeichnet.